# NGC 4731
NGC 4731 (другие обозначения — MCG -1-33-26, UGCA 302, IRAS12484-0607, PGC 43507) — галактика в созвездии Девы.
Эта спиральная галактика с баром имеет очень поздний морфологический тип. Бар тонкий, и, скорее всего, плоский, спиральные рукава очень раскрытые, с углом закрутки в 67°. Движения газа в галактике некруговые.
Этот объект входит в число перечисленных в оригинальной редакции «Нового общего каталога».